# F. Mason Sones
Frank Mason Sones (* 28. Oktober 1918 in Noxapater, Mississippi; † 28. August 1985 in Cleveland, Ohio) war ein US-amerikanischer Mediziner. Er war ein Pionier der Herzkatheteruntersuchung (koronare Angiografie).
Sones studierte am Western Maryland College mit dem Bachelor-Abschluss 1950 und an der University of Maryland School of Medicine mit dem M.D.-Abschluss 1943. Nach drei Jahren Wehrdienst in der US Army im Pazifik absolvierte er seine Internship am University Hospital in Baltimore und seine Residency am Henry Ford Hospital in Detroit. 1950 ging er als Leiter der pädiatrischen Kardiologie an die Cleveland Clinic. Von 1966 bis 1975 war er Leiter der Abteilung kardiovaskuläre Erkrankungen.
Ab 1958 entwickelte er aus der in den 1930er Jahren entstandenen Angiokardiographie systematisch verfeinerte Methoden zur koronaren Angiografie (als selektive Koronarangiographie). Sie waren eine Voraussetzung der erfolgreichen Durchführung der ersten Bypass-Operation durch seinen Kollegen an der Cleveland Clinic René Favaloro (1967).
1969 erhielt er den Canada Gairdner International Award, 1983 den Lasker~DeBakey Clinical Medical Research Award und 1978 erhielt er den AMA Scientific Achievement Award. 1973 erhielt er den Ray C. Fish Award des Texas Heart Institute. Er war erster Präsident der Society for Cardiac Angiography.
Er war seit 1942 verheiratet und hatte vier Kinder.